# Les Filles de l'aurore
 (janvier 2019).
Si vous disposez d'ouvrages ou d'articles de référence ou si vous connaissez des sites web de qualité traitant du thème abordé ici, merci de compléter l'article en donnant les références utiles à sa vérifiabilité et en les liant à la section « Notes et références ».
Singles de William Sheller
Maman est folle
(1983) Mon dieu que j'l'aime
(1983)
Les Filles de l'aurore est une chanson écrite, composée et interprétée par William Sheller, d'abord sorti en 45 tours en 1983 et sorti l'année suivante sur l'album Simplement.
Pour ce titre, Sheller s'adjoint les services de la parolière Muriel Solal. À noter que le 45 tours, paru en septembre 1984, est une nouvelle version studio. La chanson est le plus grand succès de Sheller depuis le titre Fier et fou de vous.

## Historique
L'origine de la chanson provient d'une expérience vécue par Sheller entre la fin des années de 1970 et le début des années 1980 durant les tournées avec son groupe d'orchestre. Il aurait rencontré lors de ses séjours des femmes venues s'amuser dans les hôtels jusqu'à l'aube.
Le style de la musique est particulier, avec un thème tendance rock et plus particulièrement la musique classique.